# Torymoides eucalypti
Torymoides eucalypti is een vliesvleugelig insect uit de familie Torymidae. De wetenschappelijke naam is voor het eerst geldig gepubliceerd in 1900 door Ashmead.